# Zuschlag János
Zuschlag János László (Kiskunhalas, 1977. május 7. –) magyar politikus, a Magyar Szocialista Párt országgyűlési képviselője 1998–2004 között. Az Ifjú Szocialisták Mozgalmában kezdett el a politikával foglalkozni. Országos listáról szerzett mandátumot és így lett tagja a Parlamentnek.
2007. szeptember 19-én a Bács-Kiskun Megyei Főügyészség bűnszervezetben elkövetett csalással vádolta meg az egykori szocialista képviselőt és őrizetbe vette. 2010 márciusában az általa elkövetett bűncselekmények miatt első fokon nyolc és fél év börtönre ítélte a Bács-Kiskun Megyei Bíróság. A bíróság indoklásában kifejtette, „a Zuschlag-csoport egy fehérgalléros bűnszervezetként” működött. 2011. január 31-én Zuschlag János börtönbüntetését 6 évre csökkentette a Szegedi Ítélőtábla. Zuschlag a szegedi fellebbviteli eljárásban az utolsó szó jogán elmondott beszédében azzal érvelt, hogy az elmúlt húsz év minden bűnét, hibáját nem lehet rajta számon kérni. Az egykori szocialista politikus szerint nem bűnszervezetben, és nem a személyes haszonszerzés érdekében követték el a csalást. Az ítélőtábla szerint a megyei bíróság több ponton tévedett, és túl szigorú volt. Enyhítő körülményként vették figyelembe, hogy az okozott 72 millió forintos kár nagy részét Zuschlag megtérítette.
2013-tól vállalkozóként tevékenykedik. 2018-ban a magyar médiában a Fidesz mellett kampányolt.

## Életrajz
Zuschlag János a kiskunhalasi Szilády Áron Önkormányzati Gimnáziumban érettségizett 1995-ben, majd az Eötvös Loránd Tudományegyetem Bölcsészettudományi Karán tanult, ahol történelem szakon 2000 júniusában szerezte meg diplomáját.
A Magyar Szocialista Pártba már tizenhét éves korában, 1994-ben belépett. Az Ifjú Szocialisták Mozgalmában kezdte meg politikusi pályafutását: 1994–1998-ig Bács-Kiskun megyei elnök, 1995–1998 között országos irodavezető, 1997–1998-ban országos alelnök, 1998-tól ügyvezető alelnök volt. 1997-től tagja az MSZP Országos Választmányának, 1998-tól Kiskunhalason a városi elnökség tagja, 1999-től Bács-Kiskun megyei ügyvivő.
Az 1998-as országgyűlési választáson országos listáról szerzett mandátumot. Az Országgyűlés legfiatalabb tagjaként korjegyző. 2002-től a Fiatal Baloldal-Ifjú Szocialisták Mozgalma elnökhelyettese. 2002 áprilisában újból az országos listáról szerzett mandátumot. 2002. május közepén az egészségügyi, valamint az ifjúsági és sportbizottságban kapott helyet, majd októberben az önkormányzati választáson helyi képviselői mandátumot szerzett a kiskunhalasi önkormányzatban.
2004. október 12-én a Terror Háza Múzeum előtt tartott szocialista sajtótájékoztató megkezdése előtt a holokauszt áldozatain viccelődött, ami a HírTV felvételének köszönhetően nagy nyilvánosságot kapott. Emiatt 2004. október 18-án kénytelen volt benyújtani a lemondását országgyűlési képviselőségéről.
2006 októberében az MSZP elindította az önkormányzati választásokon, kompenzációs listáról szerzett mandátumot. 2007 januárjában a politikust a Bács-Kiskun megyei szocialisták ügyvezető elnöküknek választották meg. 2007-2013 között börtönbüntetéstben volt, ahonnan szeptember 18-án szabadult.
2014-ben jelent meg Szalai Vivien Zuschlag János: Pártházból börtönbe című könyve, mely a politikus felemelkedését és mélybe zuhanását mutatja be.

## A „vasi botrány”
2005-ben a Zala Megyei Rendőr-főkapitányság a Fiatal Baloldal - Ifjú Szocialisták 2003-ban Vas megyében létrehozott tíz fiktív szervezetének ügyében folytatott vizsgálata során magánokirat-hamisításban való bűnsegédlettel gyanúsította Zuschlagot. Vas megyében mindössze két nap alatt egy jegyzőkönyvminta alapján több faluban olyan új Fibisz-alapszervezeteket hoztak létre amelyeket mindenhol tizenegy taggal jegyeztek be, több esetben hibás adatokkal.

## A Weiszenberger-videó
Az ügyészség házkutatáson találta meg azt a 2005-ben készült rejtett kamerás felvételt, amelyen Weiszenberger László kiskunhalasi kistérségi megbízott, Kiskunhalas városának MSZP-s önkormányzati képviselője magyarázza egy vállalkozónak a pályázati pénzek elnyerésének mechanizmusát: arról beszél, hogy a pályázatok sikere a minisztériumnak juttatott százalékokon múlik. Állítása szerint a Zuschlag János segítségével szerzett kapcsolatai révén rendszeresen intézkedett pályázatok ügyében százalékért: a sikeres pályázók által visszaosztott milliókat a „minisztériumba” kellett vinnie, ő abból kapta meg a részét. Weiszenberger az ügy kipattanása után azt állította, valójában csak kérkedett nem létező befolyásával. Az ügyben a Bács-Kiskun Megyei Főügyészség befolyással üzérkedés gyanúja miatt folytat nyomozást, hangsúlyozottan a Zuschlag-ügytől függetlenül.
Ismeretlen, hogyan került az ügyészségnél őrzött felvétellel megegyező tartalmú, a Nemzeti Nyomozó Iroda által később lefoglalt videó a Hír TV birtokába. A felvétel részleteit, amelyeken valójában a hazai területfejlesztési pályázatokról van szó, a Hír TV 2007. szeptember 26-án úgy mutatta be, mintha uniós pályázati pénzekről beszélnének rajta, miután korábban Orbán Viktor Fidesz-elnök egy rádióinterjúban kijelentette, hogy a Magyarországra érkező uniós pénzek „nagy részét ellopják”; a kijelentést a miniszterelnök a parlamentben hazugságnak nevezte.
Gyurcsány Ferenc utasította Bajnai Gordon minisztert, hogy mentse fel Weiszenbergert tisztségeiből és kezdeményezzen rendőrségi eljárást az ügyben, az Önkormányzati és Területfejlesztési Minisztérium pedig feljelentést tett a Fővárosi Főügyészségen. Bajnai bejelentette, hogy uniós pályázaton nem is szerepelt a vállalkozó cége, Weiszenbergert pedig a botrány után kizárták a kiskunhalasi önkormányzat szocialista frakciójából és felfüggesztették kistérségi megbízotti állásából is. A pályázatról kiderült, valójában a területfejlesztési alap céltámogatási alapjából nyerte el a vállalkozó, aki Weiszenbergert tartotta sakkban a felvétellel, hogy ne kelljen kifizetnie a pénzt. A Fővárosi Főügyészség feljelentés-kiegészítést rendelt el az ügyben, „mert nem állapítható meg egyértelműen, hogy történt-e bűncselekmény, és ha igen, akkor milyen”.
Az önkormányzati és területfejlesztési miniszter arra figyelmeztette az önkormányzati vezetőket, ne higgyenek azoknak, akik azt állítják magukról, el tudják intézni, hogy egy fejlesztési pályázat nyerjen. A szélhámosok elhitetik, hogy „keretük van”, a segítségükkel nyerni lehet, és ha a település megkapja a pályázati támogatást, sikerdíjat kérnek belőle.

## A „Zuschlag-ügy”
2005-ben kezdte el a Kiskunhalasi Városi Ügyészség egyes alapítványok működésének törvényességének vizsgálatát. 2007 júniusában már Zuschlag János és társai ellen „különösen nagy kárt okozó csalás” gyanúja kapcsán folyt a nyomozás.
Hét alapítvány, nyolc egyesület pénzügyi gazdálkodása ügyében vizsgálódik az ügyészség, összesen 60-70 millió forint zavaros körülmények közötti elköltéséről van szó.
2007. szeptember 19-én a Bács-Kiskun Megyei Főügyészség bűnszervezetben elkövetett csalással vádolta meg az egykori szocialista képviselőt és őrizetbe vette, szeptember 21-én a Szegedi Városi Bíróság előzetes letartóztatásba helyezte. 2007. szeptember 25-én késő este tanúként hallgatta meg Gyurcsány Ferenc miniszterelnököt a Bács-Kiskun Megyei Főügyészség a Zuschlag-ügyről.
Navracsics Tibor, a Fidesz frakcióvezetője 2007. szeptember 26-án sajtótájékoztatóján többször is idézett Debreczeni József az Új miniszterelnök című könyvéből, amelyben Szigetvári Viktor, a kormányfő akkori tanácsadója úgy emlékezett vissza Gyurcsány Ferenc sportminiszterré válására, hogy „hamar szembesült a szocialisták ifjúságpolitikai világával”, amely a pályázatokkal való „mutyizást” jelentette.
A könyvben Szigetvári arról is beszél, hogy Gyurcsány Ferenc „hamar intézményesítette az ifjú szocialisták világával az együttműködési viszonyt”, sőt ezeket „saját politikai céljaira is használta”. Szintén Debreczeni könyvében beszél Gyurcsány Ferenc arról, hogy sportminiszterként nem engedte a döntés-előkészítőknek sem, hogy helyette döntsenek, minden döntést szeretett ő maga meghozni. A frakcióvezető szerint ezek után felmerülhet a kérdés, hogy Gyurcsány Ferenc tudott-e a Zuschlag János nevével fémjelzett pályázati visszaélésekről.
A kormányszóvivő erre úgy reagált, „hogyha az ügyészség gyanúja beigazolódik, és az derül ki, hogy becsaptak valakit, akkor az áldozat Gyurcsány Ferenc és az ifjúsági minisztérium volt, valamint az adófizető lakosság”, továbbá megjegyezte, hogy a miniszterelnök „tiszta ebben az ügyben is”.
Az ügyben érintett alapítványok ugyanakkor már 2000-től, az Orbán-kormány idején is jutottak pályázati pénzekhez: a miniszter akkor Deutsch Tamás, a helyettes államtitkár pedig Szabó László volt. A pályáztatás-ellenjegyzés és a kötelezettségvállalás is változatlan szabályok alapján zajlott mindkét kormányzat idején. Deutsch ezekre a támadásokra úgy reagált: ha Zuschlagék ugyanazt csinálták volna, mint ő, akkor most nem lennének bíróság előtt.
2007. szeptember 28-án előzetes letartóztatásba helyezte a Szegedi Városi Bíróság Lados Istvánt, Zuschlag János egykori titkárát. Lados a Bács-Kiskun Megyei Főügyészségen adta föl magát, miután már hónapok óta körözés volt ellene érvényben.
2007. október 2-án őrizetbe vette a Bács-Kiskun Megyei Főügyészség Katus Ferencet, a Zuschlag-ügy egyik gyanúsítottját. A férfit kihallgatásra hívták be kedden a kecskeméti főügyészségre, ahol közölték vele, hogy a gyanú a bűnszervezetben való részvétel kitétellel súlyosbodott.
Ugyanezen a napon az MSZP országos elnöksége „a párt elveit és érdekeit súlyosan sértő jelenségek" miatt kezdeményezte az MSZP kiskunhalasi szervezetének feloszlatását.

### A Zuschlag-per
2008. október 8-án Kecskeméten, a Bács-Kiskun Megyei Bíróságon dr. Fodor Endre tanácsvezető bíró vezetésével megkezdődött a Zuschlag János és 15 társa ellen indított bűnügy tárgyalása. (Fodor Endre bírói tanácsa tárgyalta a 2005-ben kezdődött maffiapert is.) Az ügyben több mint 200 tanú szerepel. Zuschlag védője Kovács M. Gábor ügyvéd. 2010 márciusában Zuschlagot az általa elkövetett bűncselekmények miatt első fokon (nem jogerősen) nyolc és fél év börtönre ítélték. A bíróság indoklásában kifejtette, „a Zuschlag-csoport egy fehérgalléros bűnszervezetként” működött A bíróság Lados Istvánt (másodrendű vádlott) 2 év, Katus Ferencet (harmadrendű) 5 év 6 hónap, Őri Andrást (negyedrendű) 4 év, Krausz Csabát (ötödrendű) 3 év, Marsovszky Balázst (hatodrendű) 2 év 4 hónap, Kullai Tamást (hetedrendű) 3 év 4 hónap, Prácser László kilencedrendű vádlottat pedig 1 év 4 hónap börtönre ítélte. Velük szemben vagyonelkobzást is elrendelt a bíróság. 2011. január 31-én Zuschlag János börtönbüntetését 6 évre csökkentette a Szegedi Ítélőtábla. Ebbe a 6 évbe beleszámít a korábban előzetes letartóztatásban eltöltött idő.

### Nyilatkozata szabadulása után
Szabadulása után, 2014. március 7-én elmondta, hogy a képviselő-jelöltségtől való visszalépésért ötvenmillió forintot kapott egy nejlonszatyorban. Úgy nyilatkozott: „A pénz az MSZP-től jött, nyilván a központi széfből. A székházban adta át valamelyik titkárnő.” A fiktív pályázati pénzekről azt állította: „az ügyemben szereplő pénzekből egyetlen forint sem nálam landolt (...) vittem abba a széfbe pénzt én is, valami negyvenmillió forintot, bevezették a kockás füzetbe azt is”, mert kellett a pénz „fű alatti támogatásokra, zűrös ügyek elintézésre, a pártelnök költségeire, kampányokra.”